# Just You and I
Just You and I – czterdziesty siódmy singel Namie Amuro. Został wydany 31 maja 2017 roku, w wersji CD i CD+DVD.

## Lista utworów
CD
| 1. | Just You and I                | 3:37  |
|    |                               |       |
| 2. | Strike A Pose                 | 3:22  |
|    |                               |       |
| 3. | Just You and I (lnstrumental) | 3:37  |
|    |                               |       |
| 4. | Strike A Pose (lnstrumental)  | 3:22  |
|    |                               |       |
|    |                               | 13:58 |
|    |                               |       |
DVD
| 1. | Just You and I (Teledysk) |  |
|    |                           |  |

## Oricon
| Diagram                     | Pozycja |
| --------------------------- | ------- |
| Oricon Weekly Single Chart  | 6       |
| Oricon Monthly Single Chart | 20      |

### Pozycje wykresu Oricon
Singel "Just You and I" zajął #6 miejsce w cotygodniowym wykresie Oriconu. Ogólna sprzedaż wyniosła 34 596 egzemplarzy.

## Ciekawostki
Piosenka "Just You and I" została użyta w TV dramie Haha ni naru. Natomiast "Strike A Pose" znalazła się w reklamie soczewek ReVIA.